# Município de Wabash (condado de Darke, Ohio)
O município de Wabash (em inglês: Wabash Township) é um município localizado no condado de Darke no estado estadounidense de Ohio. No ano de 2010 tinha uma população de 887 habitantes e uma densidade populacional de 15,69 pessoas por km².

## Geografia
O município de Wabash encontra-se localizado nas coordenadas 40° 19′ 19″ N, 84° 34′ 06″ O. Segundo a Departamento do Censo dos Estados Unidos, o município tem uma superfície total de 56.53 km², da qual 56,51 km² correspondem a terra firme e (0,02 %) 0,01 km² é água.

## Demografia
Segundo o censo de 2010, tinha 887 pessoas residindo no município de Wabash. A densidade populacional era de 15,69 hab./km². Dos 887 habitantes, o município de Wabash estava composto pelo 99,77 % brancos, o 0,11 % eram asiáticos e o 0,11 % eram de uma mistura de raças. Do total da população o 0,45 % eram hispanos ou latinos de qualquer raça.